# Liste des patinoires de Reims
Le présent article reprend l’historique de construction et les caractéristiques des patinoires de la ville de Reims.

## Patinoires publiques

### Patinoire Albert-Ier
La patinoire Albert-Ier est le nom de la patinoire provisoire de Reims en Champagne-Ardenne. 
Elle a été inaugurée en 2015 et a remplacé la Patinoire Bocquaine détruite en 2014.
La patinoire Albert-Ier est située sur le boulevard Albert-Ier (de Belgique) qui lui a donné son nom.
Elle offre une piste de glace de 56 mètres de long sur 26 mètres de large. 
Sa capacité d’accueil est de 600 places assises en gradin.

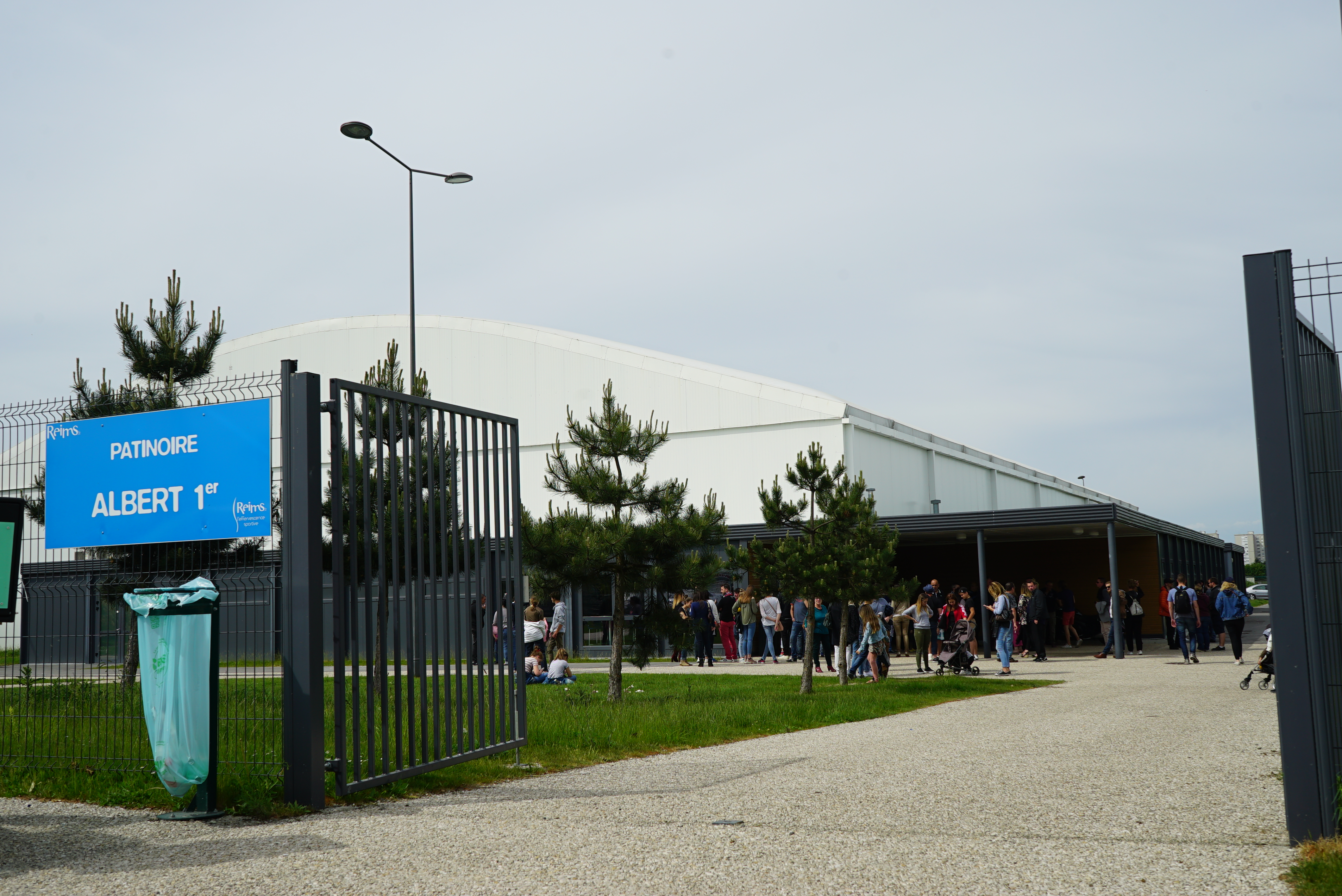
Entrée de la patinoire Albert-Ier.

### Patinoire Jacques Barot

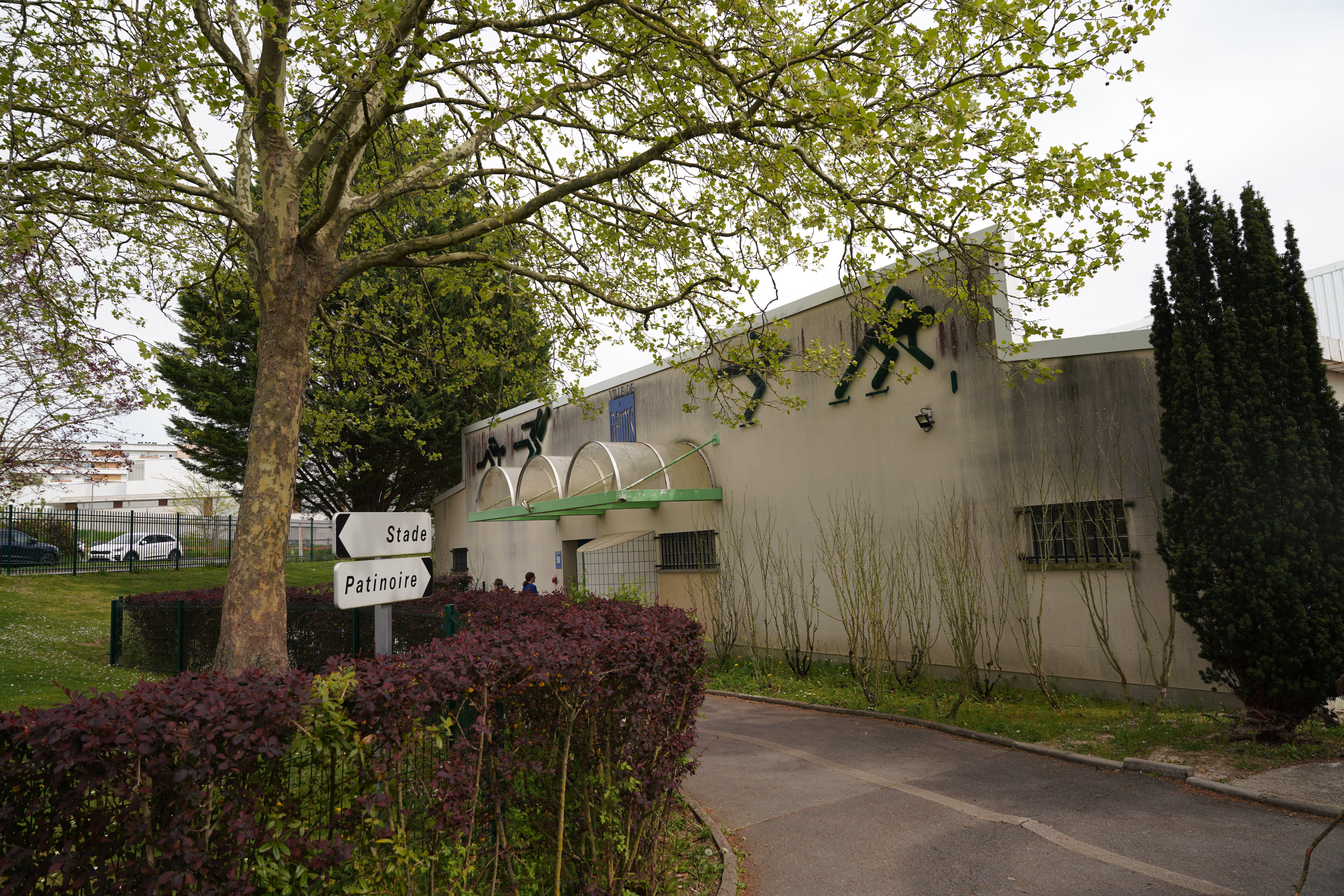
Entrée de la patinoire.

La patinoire Jacques Barot mise en service en 1991, du nom d'un conseiller municipal de Reims Jacques Bernard François Barot (1905-1990), devenu 1er adjoint au maire Jean Taittinger, est située avenue François-Mauriac à l'intérieur du Complexe sportif Géo André. 
Elle offre une piste de glace de 56 mètres de long sur 26 mètres de large, mais ne dispose pas de gradin.

### Patinoire du complexe aqualudique
Le Complexe aqualudique de Reims a été baptisée « UCPA Sport Station | Grand Reims » et remplace les installations de la Patinoire Bocquaine.
La patinoire fait partie de ce centre multi-sports conçu par l'architecte Marc Mimram.
Sa construction s’est étalée de septembre 2018 à novembre 2020. Sa gestion commerciale (exploitation) est confiée à une filiale privée de l'UCPA : SAS Reims Aquagliss, en vertu d'un contrat de Délégation de Service Public placé sous le régime de la concession.
La patinoire a ouvert au public le 22 septembre 2021, après avoir accueillit l’école de glace en janvier de cette même année.
L’espace intérieur offre une aire de glace de 800 m2. Un chemin de glace extérieur de 250 m2 est mis en service, avec des animations, pendant la période froide. 
Le complexe est visible en particulier depuis l'extrémité Sud-Est de l'Avenue de Laon qui rejoint le Boulevard Joffre, mais son adresse officielle et l'entrée principale (du public) est située plus au nord, au no 5 Boulevard Jules César (le passage des véhicules est réservée aux bus et aux riverains ; les piétons disposent d'un trottoir).

## Patinoires réservées aux clubs

### Patinoire Bocquaine
La patinoire Bocquaine était située 41 chaussée Bocquaine à Reims, sur la rive gauche de la Vesle à côté du stade Auguste-Delaune et dans un bâtiment commun à la Piscine Nautilud.
Le bâtiment a été conçu par les architectes Roger Dhuit et Jean-Claude Dondel, a été construit en 1968. 
Des problèmes sur la charpente en bois, liés à des phénomènes de vieillissement, ont conduit à sa destruction en septembre 2014.

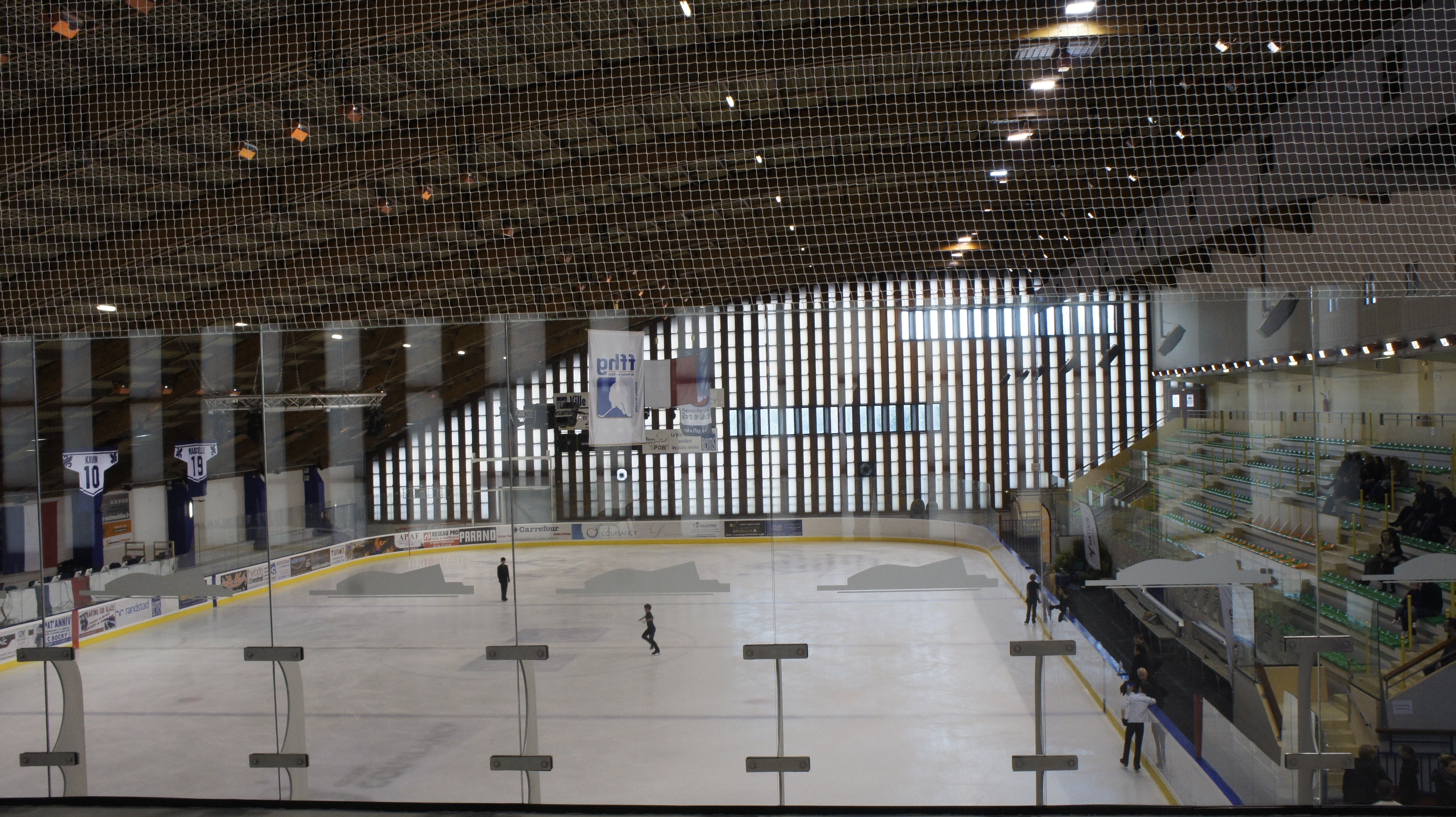
Intérieur de la patinoire Bocquaine.

## Ancêtres des patinoires à Reims
Les rémois prenaient plaisirs à patiner sur le canal.

### Bassins de patinage de Saint-Charles
Courant 1887 la société du Grand Bailla sollicite l’accord de la ville de Reims pour réaliser un bassin de patinage à Saint-Charles, en bordure du canal sur un pré marécageux.
La mairie donne son accord et participe financièrement au projet qui lui permet de d’interdire la patinage sur le canal.
L’inauguration a lieu le 5 janvier 1889. 
Elle ferme en 1967 à l’ouverture de la patinoire olympique de la Chaussée Bocquaine.

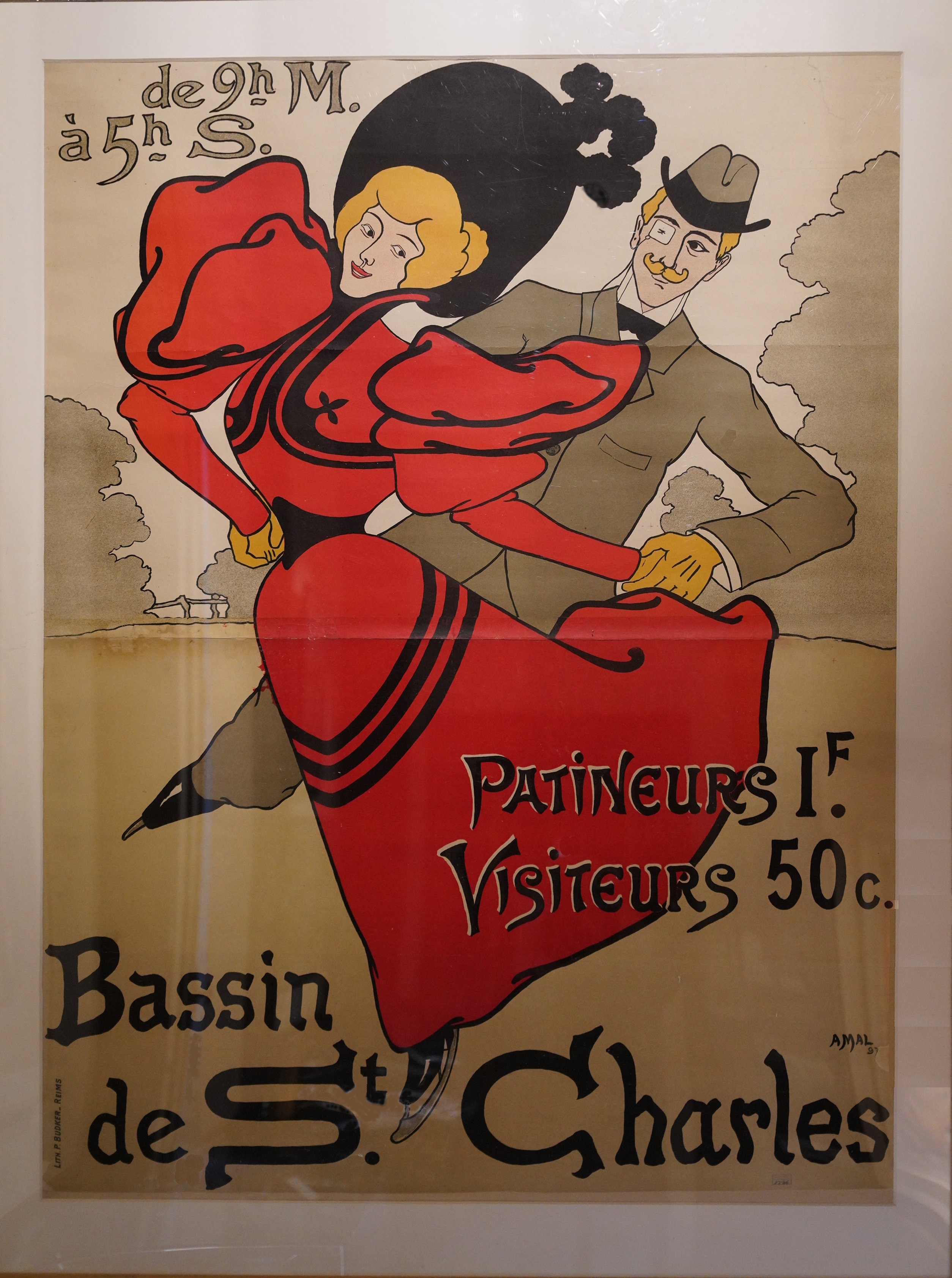
Affiche.
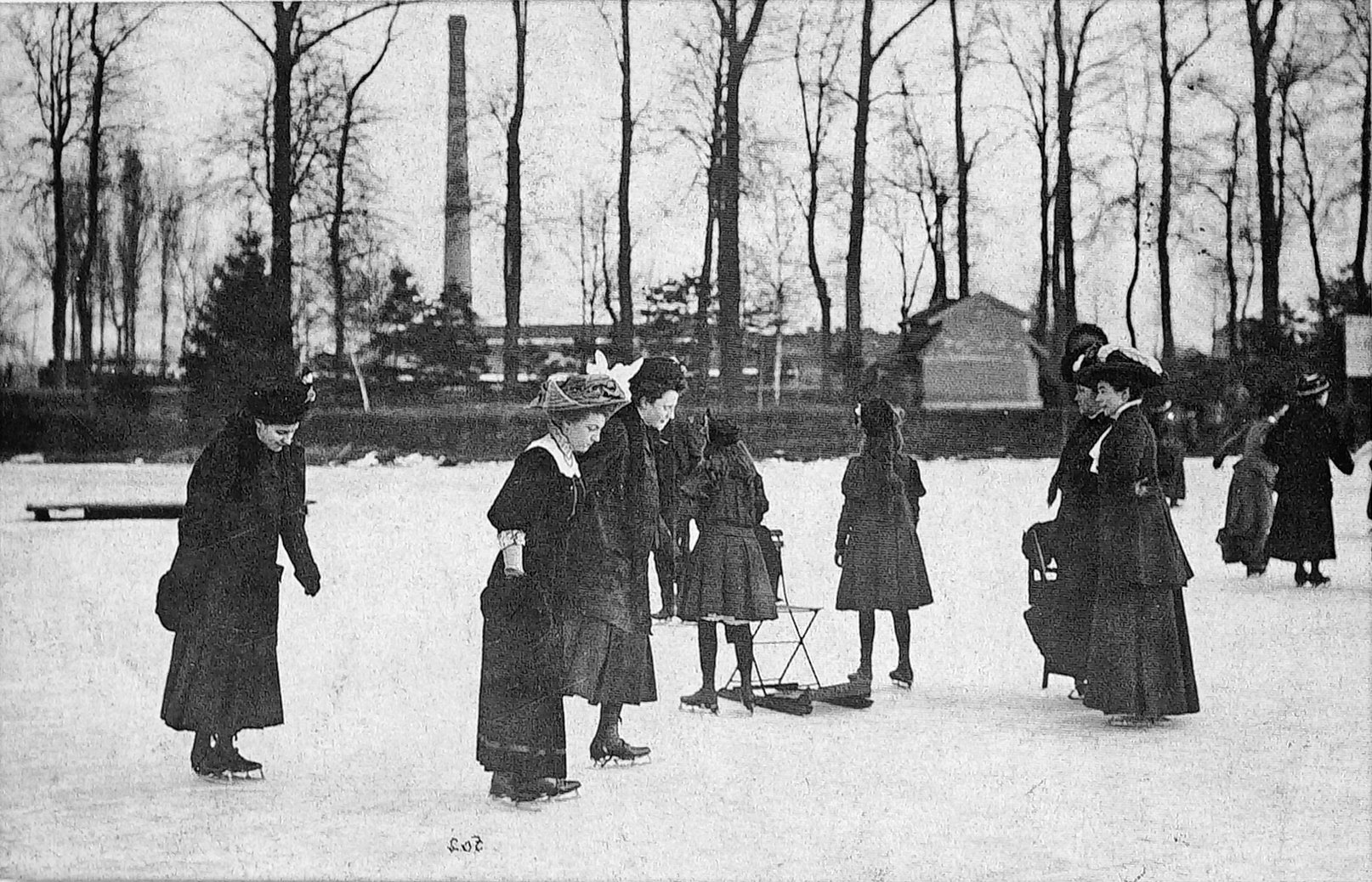